# 14日
14日（じゅうよんにち）は、暦上の各月における14日目である。
各月の14日については下記を参照。
- 1月14日 - 1月14日 (旧暦)
- 2月14日 - 2月14日 (旧暦)
- 3月14日 - 3月14日 (旧暦)
- 4月14日 - 4月14日 (旧暦)
- 5月14日 - 5月14日 (旧暦)
- 6月14日 - 6月14日 (旧暦)
- 7月14日 - 7月14日 (旧暦)
- 8月14日 - 8月14日 (旧暦)
- 9月14日 - 9月14日 (旧暦)
- 10月14日 - 10月14日 (旧暦)
- 11月14日 - 11月14日 (旧暦)
- 12月14日 - 12月14日 (旧暦)

## 記念日・年中行事
- バレンタインデー（2月14日）・ホワイトデー（3月14日）がともに14日であることから、韓国ではそれ以外の月の14日も恋人に関する記念日になっている。韓国の非公式記念日#毎月14日を参照。